# Michael Gross (plavalec)
Michael Gross, nemški plavalec, * 17. junij 1964, Frankfurt ob Majni.